# Aconzarba exolivacea
Aconzarba exolivacea is een vlinder uit de familie van de uilen (Noctuidae). De wetenschappelijke naam van deze soort is voor het eerst voorgesteld als Ozarba exolivacea door George Francis Hampson in een publicatie uit 1916.
De soort komt voor in Jemen, Ethiopië en Somalië.